# Temp track
(Alan Silvestri)
Nella prassi cinematografica, con il termine temp track, abbreviazione dall'inglese temporary track, si intende una colonna sonora provvisoria, costituita da musica in genere non originale e preparata durante la fase di post-produzione del film, di norma prima del coinvolgimento di un compositore, oppure in combinazione con versioni che non sono passate ancora per l'orchestrazione definitiva o suonate col solo strumento usato per la composizione (pianoforte, chitarra ecc.).
Detta anche temp score o temp music, la temp track è generalmente assemblata da un montatore del suono, che sincronizza musica tratta da repertori preesistenti (pop music, musica colta, musica per film, ecc.) e/o provini della colonna sonora ad un montaggio provvisorio del film.
La temp track può avere diverse funzioni. Può fornire, ad esempio, un aiuto fondamentale durante la delicata fase di montaggio del film. Montare con o sulla musica può suggerire ai filmmaker soluzioni efficaci e talvolta inaspettate; può aiutarli a trovare il giusto ritmo di una sequenza; può essere indispensabile per organizzare quei momenti spettacolari e ricchi d’azione che senza l’aiuto del commento musicale risulterebbero incomprensibili. Persino durante le riprese del film, alcuni registi visionano i giornalieri, vale a dire il girato giornaliero grezzo, con l’accompagnamento di musica temporanea (è il caso, ad esempio, di Steven Spielberg).
In qualche caso, la temp track permette al regista di trovare, tra le varie soluzioni musicali possibili, quelle che meglio si allineano con la sua visione artistica e stilistica, per poi comunicarle con chiarezza al compositore. In questo caso, diversi compositori considerano le temp track una risorsa importante. Così afferma Jerry Goldsmith:
Nei casi meno fortunati, il compositore vede nella temp track una sorta di camicia di forza che imbriglia la sua creatività e ne limita le possibilità artistiche. Sono questi i casi in cui il ricorso a role model preesistenti nella colonna sonora temporanea diventa uno strumento di controllo narrativo che il regista, attraverso il suo music editor di fiducia, esercita nei confronti del compositore. Quest’ultimo è qui ridotto a mero imitatore di linguaggi e soluzioni non sue. La deriva più estrema di questa tendenza si verifica quando il regista si innamora a tal punto della temp track da diventare sordo e insensibile a qualsiasi alternativa proposta dal compositore. La musica composta da Alex North per 2001: Odissea nello spazio è forse il caso più celebre di partitura originale interamente rigettata a favore della temp track.
Le tecnologie digitali hanno aumentato notevolmente la flessibilità con cui una temp track può essere prodotta e, di conseguenza, la loro influenza sui processi compositivi contemporanei. Ad esempio, una temp track che individua con precisione in quali punti del film deve essere presente l'intervento della musica, annulla di fatto una delle funzioni principali dello spotting (la prima riunione creativa tra filmmaker e compositore). I commentatori più critici vedono nell’uso smodato e indiscriminato delle temp track un’influenza negativa sull’evoluzione della musica per il cinema. Certamente chi prepara le temp track si fa garante di una stabilità del linguaggio musicale filmico, divenendo una figura attraverso cui si esercita concretamente la forte conservatività del cinema mainstream, la persistenza stilistica e la circolazione di formule e cliché, con cui il compositore dovrà confrontarsi.